# まがれつ
まがれつは、日本のゲーム実況者、YouTuber。自らが中心になって立ち上げた株式会社RELATION Xでは代表取締役を務める。自身のYouTubeチャンネル「実況者まがれつ2nd」で主にスマートフォンゲームを中心に配信を行っている。

## 来歴
本人の家庭は、決して裕福とはいえなかったそうで、両親の離婚などもあり、また大学へ行くお金も選択肢もなく、仕事を決め、1社目は工場。適当に決めたというこの工場は、環境も良くなく身体にも悪いため1ヶ月で退職。2社目は再び工場勤務。環境は良かったそうだが、年功序列の会社のため、どんなに先輩より頑張っても結果を見てくれない会社だったとのこと。後に諦めて退社。3社目は営業の仕事へ転職。父親が反対していた営業職だったが、自分の結果を見てくれる営業は、本人に向いていたそうで1年で日本1の成績トップになった。そして、いつか独立したいという気持ちが大きくなり、2019年4月1日からYouTube活動に専念することを決めた。そして2020年2月10日、e-Sportsに特化したインフルエンサー事務所「Relation X」を設立し代表取締役に就任。

## 株式会社RELATION X

### 会社概要
商号：株式会社 RELATION X
設立 ：2020年
事業内容：ゲーマー、E-sportsプレイヤーの育成及びマネージメント事業